# Lista do patrimônio histórico na Bahia
Esta lista do patrimônio histórico na Bahia abrange os patrimônios inscritos como tal em um dos Livros do Tombo do Instituto do Patrimônio Histórico e Artístico Nacional (IPHAN). Essa é a instituição nacional brasileira encarregada dos assuntos referentes ao patrimônio histórico no país e mantém o Arquivo Noronha Santos, o acervo é composto pelos quatro livros mencionados e serve de referência para elaboração da lista. A lista não abrange o patrimônio imaterial, embora a roda de capoeira, os ofícios dos mestres de capoeira e das baianas de acarajé, o samba de roda do Recôncavo Baiano e a Festa do Senhor Bom Jesus do Bonfim sejam patrimônios imateriais relacionados à Bahia. O IPHAN corresponde à esfera federal no quesito patrimonial, havendo o Instituto do Patrimônio Artístico e Cultural da Bahia (IPAC) na esfera estadual baiana e órgãos na esfera municipal pelos municípios baianos, como também instâncias internacionais que atentam à diversidade e paisagens culturais, urbanísticas, naturais, artísticas, históricas, arquitetônicas baianas.
O estado da Bahia conta com bens inscritos nos quatro livros. O patrimônio histórico da Bahia reconhecido pelo IPHAN consiste em bens individuais e conjuntos de bens, sendo 174 com tombamento individual e quantidade superior a 9 mil imóveis incluídos em conjuntos tombados. Algumas regiões do estado concentram boa parte do patrimônio baiano: a Bacia do rio São Francisco, a Chapada Diamantina, a Costa do Descobrimento e o Recôncavo Baiano (incluindo Salvador, capital estadual).
Dentre os conjuntos tombados, há os conjuntos urbanos que são os centros e núcleos históricos de cidades-polo importantes na história da rede urbana do Brasil, que apresentam alguma preservação desses cenários remanescentes, por exemplo, da exploração econômica agrícola ou extrativista e do escoamento portuário, como também de manifestações culturais, artísticas e religiosas, e são referências urbanas no país. O Centro Histórico de Salvador (CHS) correspondia à cidade-fortaleza na Baía de Todos-os-Santos, ponto estratégico do litoral durante a colonização do Brasil, sede da administração colonial portuguesa e exemplar do urbanismo português da época. Fora de Salvador, há conjuntos urbanos espalhados pelo litoral e interior do estado. No litoral, os centros históricos de Cachoeira, Itaparica e Santa Cruz de Cabrália e a Cidade Alta de Porto Seguro guardam a memória das sociedades desenvolvidas em torno do ciclo do açúcar e da produção fumageira. Ligados à interiorização da colonização, os sítios de Lençóis, de Mucugê, de Rio de Contas, da Serra do Monte Santo e da Vila de Igatu no município de Andaraí, por sua vez, remontam aos cenários urbanos de sociedades estruturadas na expansão para os sertões e na mineração de diamantes, incluindo influências religiosas.
Nas áreas rurais, destacam-se os patrimônios ligados ao engenhos de açúcar e aos terreiros de candomblé. Os engenhos, nomeadamente aqueles do Recôncavo Baiano, são conjuntos arquitetônicos formados por senzala, capela, fábrica e casa-grande, dentre outras edificações, que configuravam povoações semiautônomas estruturadas pelo patriarcalismo poligâmico com famílias dilatadas e para a monocultura da cana-de-açúcar trabalhadores escravizados e sob segregação espacial e maus-tratos. O Engenho Cajaíba, o Engenho Vitória e as capelas Nossa Senhora da Ajuda do Engenho Família Adorno e de Nossa Senhora da Penha do Engenho Velho são exemplos de patrimônios históricos nesse âmbito. Quanto aos terreiros, eles foram condicionados a procurar espaços mais distantes de onde eram os núcleos urbanos à época e no período mais recente são alvos da especulação imobiliária. Boa parte dos bens tombados (materiais) e registrados (imateriais) do IPHAN conexos aos povos e comunidades tradicionais de matriz africana guardam relação com a Bahia, tanto que, em 2017, dos nove templos afro-brasileiros tombados pelo IPHAN, oito eram terreiros de candomblé localizados na Bahia (seis em Salvador, um em Itaparica e um em Cachoeira). Dentre eles estão a Casa Branca do Engenho Velho, o primeiro terreiro do Brasil e de nação queto/nagô, e a Roça do Ventura, de nação jeje-maí e importante na rede de terreiros do Recôncavo Baiano.
Por outro lado, o patrimônio baiano sofre com processos de degradação, casarões históricos do CHS estão sob risco de desabamento e ameaçando as pessoas que lá habitam. As políticas públicas referentes ao tema são contestadas pela revitalização que tem sido promovida na área do Pelourinho, no CHS, entre as décadas de 1980 e 1990, focando no turismo para reverter o processo de decadência urbana após a mudança de famílias abastadas para outros bairros após a década de 1940, sendo seguidas por instituições governamentais e privadas, e desprezando a função residencial para a área. Outra contestação remete à concentração das ações no Pelourinho em detrimento de outras áreas do CHS e bairros (Barris, Comércio, Lapinha, Santo Antônio, Saúde e Soledade). Além disso, questionamentos ao privilegiamento do patrimônio edificado (material) indicam que estes foram erguidos como contribuições culturais da administração colonial europeia e da Igreja Católica, enquanto isso, as populações indígenas e negras não possuíam bens e suas constribuições são mais visíveis se os patrimônios imateriais ganham atenção, contudo, esta categoria patrimonial não é tão valorizada.

## Bens tombados pelo IPHAN
| Imagem | Patrimônio                                                                            | Município              | Livro do Tombo | Fonte |
| ------ | ------------------------------------------------------------------------------------- | ---------------------- | --- | --- |
|        | Asilo D. Pedro II: prédio                                                             | Salvador               | Livro Histórico Livro de Belas Artes | Arquivo Noronha Santos Arquivado em 21 de agosto de 2021, no Wayback Machine. - Arquivo Noronha Santos Arquivado em 21 de agosto de 2021, no Wayback Machine. |
|        | Casa à rua Carlos Gomes, 57                                                           | Salvador               | Livro de Belas Artes | Arquivo Noronha Santos Arquivado em 12 de julho de 2021, no Wayback Machine. |
|        | Salvador, BA: conjunto arquitetônico, urbanístico e paisagístico                      | Salvador               | Livro Arqueológico, Etnográfico e Paisagístico | Arquivo Noronha Santos Arquivado em 21 de agosto de 2021, no Wayback Machine. |
|        | Azulejos da Reitoria da Universidade Federal da Bahia                                 | Salvador               | Livro de Belas Artes | Arquivo Noronha Santos Arquivado em 21 de agosto de 2021, no Wayback Machine. |
|        | Capela da Ajuda                                                                       | Cachoeira              | Livro Histórico Livro de Belas Artes | Arquivo Noronha Santos Arquivado em 5 de março de 2016, no Wayback Machine. Arquivo Noronha Santos Arquivado em 21 de agosto de 2021, no Wayback Machine. |
|        | Capela da Ajuda                                                                       | Salvador               | Livro de Belas Artes | Arquivo Noronha Santos Arquivado em 16 de setembro de 2021, no Wayback Machine. |
|        | Capela de Nossa Senhora da Escada                                                     | Salvador               | Livro Histórico | Arquivo Noronha Santos Arquivado em 16 de setembro de 2021, no Wayback Machine. |
|        | Capela de Nossa Senhora da Pena e ruínas do sobrado anexo                             | Cachoeira              | Livro Histórico Livro de Belas Artes \|\| Arquivo Noronha Santos Arquivado em 21 de agosto de 2021, no Wayback Machine. - Arquivo Noronha Santos Arquivado em 21 de agosto de 2021, no Wayback Machine.   | |
|        | Capela de Nossa Senhora de Santana                                                    | Ilhéus                 | Livro Histórico Livro de Belas Artes | Arquivo Noronha Santos Arquivado em 17 de julho de 2021, no Wayback Machine. Arquivo Noronha Santos Arquivado em 21 de agosto de 2021, no Wayback Machine. |
|        | Capela de Santo Antônio dos Velasques                                                 | Vera Cruz              | Livro Histórico | Arquivo Noronha Santos Arquivado em 21 de agosto de 2021, no Wayback Machine. |
|        | Capela de São José de Jenipapo                                                        | Castro Alves           | Livro Histórico | Arquivo Noronha Santos Arquivado em 21 de agosto de 2021, no Wayback Machine. |
|        | Capela do Corpo Santo                                                                 | Salvador               | Livro de Belas Artes | Arquivo Noronha Santos Arquivado em 16 de setembro de 2021, no Wayback Machine. |
|        | Capela Nossa Senhora da Piedade e Recolhimento do Bom Jesus dos Perdões               | Salvador               | Livro de Belas Artes | Arquivo Noronha Santos Arquivado em 15 de julho de 2021, no Wayback Machine. |
|        | Casa à Avenida Frederico Pontes                                                       | Salvador               | Livro Histórico Livro de Belas Artes | Arquivo Noronha Santos Arquivado em 24 de abril de 2018, no Wayback Machine. - Arquivo Noronha Santos Arquivado em 21 de agosto de 2021, no Wayback Machine. |
|        | Casa à Avenida Sete de Setembro, 59: elementos decorativos                            | Salvador               | Livro Histórico Livro de Belas Artes | Arquivo Noronha Santos Arquivado em 21 de agosto de 2021, no Wayback Machine. - Arquivo Noronha Santos Arquivado em 21 de agosto de 2021, no Wayback Machine. |
|        | Casa à Praça Dr. Aristides Milton, 23-A                                               | Cachoeira              | Livro Histórico | Arquivo Noronha Santos Arquivado em 21 de agosto de 2021, no Wayback Machine. |
|        | Casa à Rua Ana Nery, 4                                                                | Cachoeira              | Livro Histórico Livro de Belas Artes | Arquivo Noronha Santos Arquivado em 21 de agosto de 2021, no Wayback Machine. - Arquivo Noronha Santos Arquivado em 21 de agosto de 2021, no Wayback Machine. |
|        | Casa à Rua Barão de Macaúbas, 11                                                      | Rio de Contas          | Livro Histórico | Arquivo Noronha Santos Arquivado em 21 de agosto de 2021, no Wayback Machine. |
|        | Casa à Rua Benjamin Constant, 1                                                       | Cachoeira              | Livro de Belas Artes | Arquivo Noronha Santos Arquivado em 21 de agosto de 2021, no Wayback Machine. |
|        | Casa à Rua Benjamin Constant, 2                                                       | Cachoeira              | Livro de Belas Artes | Arquivo Noronha Santos Arquivado em 21 de agosto de 2021, no Wayback Machine. |
|        | Casa à Rua Benjamin Constant, 17                                                      | Cachoeira              | Livro de Belas Artes | Arquivo Noronha Santos Arquivado em 4 de março de 2016, no Wayback Machine. |
|        | Casa à rua Inácio Acioly, 4                                                           | Salvador               | Livro de Belas Artes | Arquivo Noronha Santos Arquivado em 21 de agosto de 2021, no Wayback Machine. |
|        | Casa à rua Vinte e Oito de Setembro, 8                                                | Salvador               | Livro de Belas Artes | Arquivo Noronha Santos Arquivado em 10 de abril de 2021, no Wayback Machine. |
|        | Casa da Torre de Garcia d'Ávila e Capela de Nossa Senhora da Conceição                | Mata de São João       | Livro de Belas Artes | Arquivo Noronha Santos Arquivado em 16 de setembro de 2021, no Wayback Machine. |
|        | Casa das Sete Mortes                                                                  | Salvador               | Livro Histórico | Arquivo Noronha Santos Arquivado em 21 de agosto de 2021, no Wayback Machine. |
|        | Casa de Câmara e Cadeia                                                               | Rio de Contas          | Livro Histórico | Arquivo Noronha Santos Arquivado em 21 de agosto de 2021, no Wayback Machine. |
|        | Casa de Castro Alves                                                                  | Salvador               | Livro Histórico | Arquivo Noronha Santos Arquivado em 10 de julho de 2021, no Wayback Machine. |
|        | Casa de oração da Ordem Terceira do Carmo                                             | Cachoeira              | Livro Histórico Livro de Belas Artes | Arquivo Noronha Santos Arquivado em 26 de setembro de 2021, no Wayback Machine. - Arquivo Noronha Santos Arquivado em 21 de agosto de 2021, no Wayback Machine. |
|        | Prédio à Rua Militão Lisboa, 80                                                       | Salvador               | Livro Histórico | Arquivo Noronha Santos Arquivado em 28 de abril de 2021, no Wayback Machine. |
|        | Casa dos Carvalhos                                                                    | Salvador               | Livro Histórico Livro de Belas Artes | Arquivo Noronha Santos Arquivado em 21 de agosto de 2021, no Wayback Machine. Arquivo Noronha Santos Arquivado em 21 de agosto de 2021, no Wayback Machine. |
|        | Casa dos Ouvidores                                                                    | Jaguaripe              | Livro Histórico | Arquivo Noronha Santos Arquivado em 21 de agosto de 2021, no Wayback Machine. |
|        | Casa dos Sete Candeeiros                                                              | Salvador               | Livro de Belas Artes | Arquivo Noronha Santos Arquivado em 21 de agosto de 2021, no Wayback Machine. |
|        | Engenho São Miguel e Almas: casa e capela                                             | São Francisco do Conde | Livro Histórico | Arquivo Noronha Santos Arquivado em 21 de agosto de 2021, no Wayback Machine. |
|        | Fazenda de São Roque: casa grande e capela                                            | Maragogipe             | Livro Histórico Livro de Belas Artes | Arquivo Noronha Santos Arquivado em 21 de agosto de 2021, no Wayback Machine. - Arquivo Noronha Santos Arquivado em 21 de agosto de 2021, no Wayback Machine. |
|        | Casa Marback                                                                          | Salvador               | Livro de Belas Artes | Arquivo Noronha Santos Arquivado em 21 de agosto de 2021, no Wayback Machine. |
|        | Casa natal de Ana Nery                                                                | Cachoeira              | Livro Histórico | Arquivo Noronha Santos Arquivado em 16 de setembro de 2021, no Wayback Machine. |
|        | Casa natal de Gregório de Matos                                                       | Salvador               | Livro de Belas Artes | Arquivo Noronha Santos Arquivado em 21 de agosto de 2021, no Wayback Machine. |
|        | Casa natal de Teixeira de Freitas                                                     | Cachoeira              | Livro Histórico | Arquivo Noronha Santos Arquivado em 21 de agosto de 2021, no Wayback Machine. |
|        | Casa natal do Barão de Macaúbas                                                       | Rio de Contas          | Livro Histórico | Arquivo Noronha Santos Arquivado em 12 de maio de 2021, no Wayback Machine. |
|        | Casa Pia e Colégio dos Órfãos de São Joaquim                                          | Salvador               | Livro Histórico Livro de Belas Artes | Arquivo Noronha Santos Arquivado em 21 de agosto de 2021, no Wayback Machine. - Arquivo Noronha Santos Arquivado em 21 de agosto de 2021, no Wayback Machine. |
|        | Catedral Basílica de Salvador                                                         | Salvador               | Livro de Belas Artes | Arquivo Noronha Santos Arquivado em 28 de novembro de 2018, no Wayback Machine. |
|        | Salvador, BA: conjunto arquitetônico, paisagístico e urbanístico do centro histórico  | Salvador               | Livro Arqueológico, Etnográfico e Paisagístico | Arquivo Noronha Santos Arquivado em 21 de agosto de 2021, no Wayback Machine. |
|        | Chafariz da Praça Dr. Mílton                                                          | Cachoeira              | Livro de Belas Artes | Arquivo Noronha Santos Arquivado em 5 de março de 2016, no Wayback Machine. |
|        | Cidade Alta de Porto Seguro, BA: conjunto arquitetônico e paisagístico                | Porto Seguro           | Livro Arqueológico, Etnográfico e Paisagístico Livro Histórico | Arquivo Noronha Santos Arquivado em 21 de agosto de 2021, no Wayback Machine. Arquivo Noronha Santos Arquivado em 21 de agosto de 2021, no Wayback Machine.Arquivo Noronha Santos Arquivado em 21 de agosto de 2021, no Wayback Machine. Arquivo Noronha Santos Arquivado em 16 de setembro de 2021, no Wayback Machine. |
|        | Rio de Contas, BA: conjunto arquitetônico                                             | Rio de Contas          | Livro Arqueológico, Etnográfico e Paisagístico | Arquivo Noronha Santos Arquivado em 21 de agosto de 2021, no Wayback Machine. |
|        | Lençóis, BA: conjunto arquitetônico e paisagístico                                    | Lençóis                | Livro Arqueológico, Etnográfico e Paisagístico | Arquivo Noronha Santos Arquivado em 21 de agosto de 2021, no Wayback Machine. |
|        | Mucugê, BA: conjunto arquitetônico e paisagístico                                     | Mucugê                 | Livro Arqueológico, Etnográfico e Paisagístico | Arquivo Noronha Santos Arquivado em 21 de agosto de 2021, no Wayback Machine. |
|        | Cachoeira, BA: conjunto arquitetônico e paisagístico                                  | Cachoeira              | Livro Arqueológico, Etnográfico e Paisagístico | Arquivo Noronha Santos Arquivado em 21 de agosto de 2021, no Wayback Machine. |
|        | Igatu: conjunto arquitetônico, urbanístico e paisagístico                             | Andaraí                | Livro Arqueológico, Etnográfico e Paisagístico Livro Histórico Livro de Belas Artes | Arquivo Noronha Santos Arquivado em 21 de agosto de 2021, no Wayback Machine. - Arquivo Noronha Santos Arquivado em 21 de agosto de 2021, no Wayback Machine. - Arquivo Noronha Santos Arquivado em 21 de agosto de 2021, no Wayback Machine.                                                                            |
|        | Itaparica, BA: conjunto arquitetônico, urbanístico e paisagístico                     | Itaparica              | Livro Arqueológico, Etnográfico e Paisagístico Livro Histórico Livro de Belas Artes | Arquivo Noronha Santos Arquivado em 21 de agosto de 2021, no Wayback Machine. - Arquivo Noronha Santos Arquivado em 21 de agosto de 2021, no Wayback Machine. - Arquivo Noronha Santos Arquivado em 21 de agosto de 2021, no Wayback Machine.                                                                            |
|        | Serra do Monte Santo, BA: conjunto arquitetônico, urbanístico, natural e paisagístico | Monte Santo            | Livro Arqueológico, Etnográfico e Paisagístico | Arquivo Noronha Santos Arquivado em 21 de agosto de 2021, no Wayback Machine. |
|        | Rua Carneiro de Campos, Sodré e Travessa Aquino Gaspar: conjunto arquitetônico        | Salvador               | Livro Arqueológico, Etnográfico e Paisagístico | Arquivo Noronha Santos Arquivado em 21 de agosto de 2021, no Wayback Machine. |
|        | Igreja da Ordem Terceira do Carmo                                                     | Cachoeira              | Livro de Belas Artes Livro Histórico \|\| Arquivo Noronha Santos Arquivado em 10 de setembro de 2017, no Wayback Machine. - Arquivo Noronha Santos Arquivado em 21 de agosto de 2021, no Wayback Machine. | |
|        | Santa Cruz Cabrália, BA: conjunto paisagístico                                        | Santa Cruz Cabrália    | Livro Arqueológico, Etnográfico e Paisagístico | Arquivo Noronha Santos Arquivado em 21 de agosto de 2021, no Wayback Machine. |
|        | Convento e Igreja de Nossa Senhora da Lapa                                            | Salvador               | Livro de Belas Artes | Arquivo Noronha Santos Arquivado em 21 de agosto de 2021, no Wayback Machine. |
|        | Convento de Nossa Senhora do Carmo                                                    | Cachoeira              | Livro de Belas Artes | Arquivo Noronha Santos Arquivado em 21 de agosto de 2021, no Wayback Machine. |
|        | Convento de Santo Antônio de Paraguaçu: igreja e ruínas                               | Cachoeira              | Livro Histórico Livro de Belas Artes | Arquivo Noronha Santos Arquivado em 21 de agosto de 2021, no Wayback Machine. - Arquivo Noronha Santos Arquivado em 21 de agosto de 2021, no Wayback Machine. |
|        | Convento de Nossa Senhora do Carmo                                                    | Cachoeira              | Livro Histórico | Arquivo Noronha Santos Arquivado em 21 de agosto de 2021, no Wayback Machine. |
|        | Convento e Igreja de Nossa Senhora do Carmo                                           | Salvador               | Livro Histórico Livro de Belas Artes | Arquivo Noronha Santos Arquivado em 21 de agosto de 2021, no Wayback Machine. - Arquivo Noronha Santos Arquivado em 21 de agosto de 2021, no Wayback Machine. |
|        | Convento e Igreja de Santa Teresa                                                     | Salvador               | Livro de Belas Artes | Arquivo Noronha Santos Arquivado em 21 de agosto de 2021, no Wayback Machine. |
|        | Convento e Igreja de Santo Antônio                                                    | Cairu                  | Livro de Belas Artes | Arquivo Noronha Santos Arquivado em 21 de agosto de 2021, no Wayback Machine. |
|        | Convento e Igreja de Santo Antônio e Capela da Ordem Terceira                         | São Francisco do Conde | Livro de Belas Artes | Arquivo Noronha Santos Arquivado em 21 de agosto de 2021, no Wayback Machine. |
|        | Convento e Igreja de São Francisco                                                    | Salvador               | Livro de Belas Artes Livro Histórico \|\| Arquivo Noronha Santos Arquivado em 21 de agosto de 2021, no Wayback Machine. - Arquivo Noronha Santos Arquivado em 21 de agosto de 2021, no Wayback Machine.   | |
|        | Convento e Igreja do Desterro                                                         | Salvador               | Livro de Belas Artes | Arquivo Noronha Santos Arquivado em 20 de agosto de 2021, no Wayback Machine. |
|        | Oratório público da Cruz do Pascoal                                                   | Salvador               | Livro de Belas Artes | Arquivo Noronha Santos Arquivado em 21 de agosto de 2021, no Wayback Machine. |
|        | Engenho Freguesia: sobrado, fábrica de açúcar e Capela de Nossa Senhora da Piedade    | Candeias               | Livro Histórico Livro de Belas Artes | Arquivo Noronha Santos Arquivado em 5 de março de 2016, no Wayback Machine. - Arquivo Noronha Santos Arquivado em 21 de agosto de 2021, no Wayback Machine. |
|        | Engenho Lagoa: sobrado e capela                                                       | São Sebastião do Passé | Livro Histórico Livro de Belas Artes | Arquivo Noronha Santos Arquivado em 21 de agosto de 2021, no Wayback Machine. - Arquivo Noronha Santos Arquivado em 21 de agosto de 2021, no Wayback Machine. |
|        | Engenho Matoim: sobrado e fábrica de açúcar                                           | Candeias               | Livro Histórico | Arquivo Noronha Santos Arquivado em 19 de setembro de 2016, no Wayback Machine. |
|        | Engenho São Miguel e Almas: casa e capela                                             | São Francisco do Conde | Livro de Belas Artes | Arquivo Noronha Santos Arquivado em 21 de agosto de 2021, no Wayback Machine. |
|        | Engenho Vitória: sobrado, capela, crucifixo, senzala e banheiro                       | Cachoeira              | Livro Histórico Livro de Belas Artes | Arquivo Noronha Santos Arquivado em 21 de agosto de 2021, no Wayback Machine. - Arquivo Noronha Santos Arquivado em 19 de julho de 2021, no Wayback Machine. |
|        | Fonte Grande do Morro de São Paulo                                                    | Cairu                  | Livro Histórico Livro de Belas Artes | Arquivo Noronha Santos Arquivado em 21 de agosto de 2021, no Wayback Machine. - Arquivo Noronha Santos Arquivado em 21 de agosto de 2021, no Wayback Machine. |
|        | Fortaleza do Morro de São Paulo                                                       | Cairu                  | Livro Histórico Livro de Belas Artes | Arquivo Noronha Santos Arquivado em 21 de agosto de 2021, no Wayback Machine. - Arquivo Noronha Santos Arquivado em 21 de agosto de 2021, no Wayback Machine. |
|        | Forte da Gamboa                                                                       | Salvador               | Livro Histórico Livro de Belas Artes | Arquivo Noronha Santos Arquivado em 21 de agosto de 2021, no Wayback Machine. Arquivo Noronha Santos Arquivado em 21 de agosto de 2021, no Wayback Machine. |
|        | Fortaleza do Monte Serrat                                                             | Salvador               | Livro Histórico | Arquivo Noronha Santos Arquivado em 21 de agosto de 2021, no Wayback Machine. |
|        | Forte de Santa Maria                                                                  | Salvador               | Livro Histórico Livro de Belas Artes | Arquivo Noronha Santos Arquivado em 21 de agosto de 2021, no Wayback Machine. Arquivo Noronha Santos Arquivado em 21 de agosto de 2021, no Wayback Machine. |
|        | Forte de Santo Antônio da Barra                                                       | Salvador               | Livro Histórico Livro de Belas Artes | Arquivo Noronha Santos Arquivado em 16 de setembro de 2020, no Wayback Machine. - Arquivo Noronha Santos Arquivado em 21 de agosto de 2021, no Wayback Machine. |
|        | Forte de São Lourenço                                                                 | Itaparica              | Livro Histórico Livro de Belas Artes | Arquivo Noronha Santos Arquivado em 21 de agosto de 2021, no Wayback Machine. - Arquivo Noronha Santos Arquivado em 21 de agosto de 2021, no Wayback Machine. |
|        | Forte de São Marcelo                                                                  | Salvador               | Livro Histórico Livro de Belas Artes | Arquivo Noronha Santos Arquivado em 21 de agosto de 2021, no Wayback Machine. - Arquivo Noronha Santos Arquivado em 21 de agosto de 2021, no Wayback Machine. |
|        | Fortaleza de São Pedro                                                                | Salvador               | Livro Histórico | Arquivo Noronha Santos Arquivado em 21 de agosto de 2021, no Wayback Machine. |
|        | Fortaleza do Barbalho                                                                 | Salvador               | Livro Histórico | Arquivo Noronha Santos Arquivado em 21 de agosto de 2021, no Wayback Machine. |
|        | Forte do Paraguaçu                                                                    | Maragogipe             | Livro Histórico Livro de Belas Artes | Arquivo Noronha Santos Arquivado em 21 de agosto de 2021, no Wayback Machine. - Arquivo Noronha Santos Arquivado em 21 de agosto de 2021, no Wayback Machine. |
|        | Gruta de Mangabeira                                                                   | Ituaçu                 | Livro Arqueológico, Etnográfico e Paisagístico | Arquivo Noronha Santos Arquivado em 5 de março de 2016, no Wayback Machine. |
|        | Hospício de Nossa Senhora da Boa Viagem: prédio e cruzeiro                            | Salvador               | Livro Histórico Livro de Belas Artes | Arquivo Noronha Santos Arquivado em 21 de agosto de 2021, no Wayback Machine. - Arquivo Noronha Santos Arquivado em 21 de agosto de 2021, no Wayback Machine. |
|        | Hospício São João de Deus: prédio                                                     | Salvador               | Livro Histórico | Arquivo Noronha Santos Arquivado em 21 de agosto de 2021, no Wayback Machine. |
|        | Hospital São João de Deus: capela                                                     | Cachoeira              | Livro de Belas Artes | Arquivo Noronha Santos Arquivado em 21 de agosto de 2021, no Wayback Machine. |
|        | Hospital São João de Deus: jardim                                                     | Cachoeira              | Livro Arqueológico, Etnográfico e Paisagístico | Arquivo Noronha Santos Arquivado em 21 de agosto de 2021, no Wayback Machine. |
|        | Igreja da Missão                                                                      | Jacobina               | Livro Histórico | Arquivo Noronha Santos Arquivado em 25 de julho de 2021, no Wayback Machine. |
|        | Igreja da Ordem Terceira de São Francisco                                             | Salvador               | Livro de Belas Artes | Arquivo Noronha Santos Arquivado em 20 de maio de 2015, no Wayback Machine. |
|        | Igreja da Palma                                                                       | Salvador               | Livro de Belas Artes | Arquivo Noronha Santos Arquivado em 21 de agosto de 2021, no Wayback Machine. |
|        | Igreja da Rua do Passo                                                                | Salvador               | Livro de Belas Artes | Arquivo Noronha Santos Arquivado em 21 de agosto de 2021, no Wayback Machine. |
|        | Igreja de Nossa Senhora da Barroquinha                                                | Salvador               | Livro Histórico Livro de Belas Artes | Arquivo Noronha Santos Arquivado em 21 de agosto de 2021, no Wayback Machine. - Arquivo Noronha Santos Arquivado em 21 de agosto de 2021, no Wayback Machine. |
|        | Igreja de Nossa Senhora da Conceição                                                  | Jacobina               | Livro Histórico | Arquivo Noronha Santos Arquivado em 17 de julho de 2021, no Wayback Machine. |
|        | Igreja de Nossa Senhora da Conceição                                                  | Nazaré                 | Livro de Belas Artes | Arquivo Noronha Santos Arquivado em 16 de setembro de 2021, no Wayback Machine. |
|        | Igreja de Nossa Senhora da Conceição do Boqueirão                                     | Salvador               | Livro Histórico Livro de Belas Artes | Arquivo Noronha Santos Arquivado em 21 de agosto de 2021, no Wayback Machine. - Arquivo Noronha Santos Arquivado em 21 de agosto de 2021, no Wayback Machine. |
|        | Igreja de Nossa Senhora da Penha e Palácio de Verão dos Arcebispos                    | Salvador               | Livro Histórico Livro de Belas Artes | Arquivo Noronha Santos Arquivado em 17 de fevereiro de 2017, no Wayback Machine. - Arquivo Noronha Santos Arquivado em 21 de agosto de 2021, no Wayback Machine. |
|        | Igreja de Nossa Senhora da Saúde                                                      | Salvador               | Livro Histórico Livro de Belas Artes | Arquivo Noronha Santos Arquivado em 21 de agosto de 2021, no Wayback Machine. - Arquivo Noronha Santos Arquivado em 21 de agosto de 2021, no Wayback Machine. |
|        | Igreja de Nossa Senhora das Neves                                                     | Salvador               | Livro de Belas Artes | Arquivo Noronha Santos Arquivado em 18 de agosto de 2021, no Wayback Machine. |
|        | Igreja de Nossa Senhora de Nazaré de Camamu                                           | Nazaré                 | Livro de Belas Artes | Arquivo Noronha Santos Arquivado em 16 de setembro de 2021, no Wayback Machine. |
|        | Igreja de Nossa Senhora do Carmo                                                      | Cachoeira              | Livro Histórico Livro de Belas Artes | Arquivo Noronha Santos Arquivado em 21 de agosto de 2021, no Wayback Machine. - Arquivo Noronha Santos Arquivado em 21 de agosto de 2021, no Wayback Machine. |
|        | Igreja do Rosário dos Pretos                                                          | Salvador               | Livro de Belas Artes | Arquivo Noronha Santos Arquivado em 16 de agosto de 2021, no Wayback Machine. |
|        | Igreja de Santana: ruínas                                                             | Rio de Contas          | Livro Histórico | Arquivo Noronha Santos Arquivado em 21 de agosto de 2021, no Wayback Machine. |
|        | Igreja de Santo Antônio da Barra                                                      | Salvador               | Livro de Belas Artes | Arquivo Noronha Santos Arquivado em 21 de agosto de 2021, no Wayback Machine. |
|        | Igreja de Santo Antônio da Mouraria                                                   | Salvador               | Livro de Belas Artes | Arquivo Noronha Santos Arquivado em 21 de agosto de 2021, no Wayback Machine. |
|        | Igreja de São Lourenço                                                                | Itaparica              | Livro Histórico Livro de Belas Artes | Arquivo Noronha Santos Arquivado em 15 de julho de 2021, no Wayback Machine. - Arquivo Noronha Santos Arquivado em 21 de agosto de 2021, no Wayback Machine. |
|        | Igreja de São Miguel                                                                  | Salvador               | Livro de Belas Artes | Arquivo Noronha Santos Arquivado em 4 de agosto de 2021, no Wayback Machine. |
|        | Igreja de São Pedro dos Clérigos                                                      | Salvador               | Livro Histórico Livro de Belas Artes | Arquivo Noronha Santos Arquivado em 21 de agosto de 2021, no Wayback Machine. - Arquivo Noronha Santos Arquivado em 21 de agosto de 2021, no Wayback Machine. |
|        | Igreja do Seminário de Belém                                                          | Cachoeira              | Livro de Belas Artes | Arquivo Noronha Santos Arquivado em 21 de agosto de 2021, no Wayback Machine. |
|        | Mosteiro e Igreja da Graça                                                            | Salvador               | Livro de Belas Artes | Arquivo Noronha Santos Arquivado em 21 de agosto de 2021, no Wayback Machine. |
|        | Igreja e Casa da Ordem Terceira de São Domingos                                       | Salvador               | Livro de Belas Artes | Arquivo Noronha Santos[ligação inativa] |
|        | Igreja e Casa da Ordem Terceira do Carmo                                              | Salvador               | Livro de Belas Artes | Arquivo Noronha Santos Arquivado em 5 de março de 2017, no Wayback Machine. |
|        | Igreja e Hospício da Boa Viagem                                                       | Salvador               | Livro de Belas Artes | Arquivo Noronha Santos Arquivado em 5 de junho de 2019, no Wayback Machine. |
|        | Igreja e Mosteiro de Monte Serrat                                                     | Salvador               | Livro de Belas Artes | Arquivo Noronha Santos Arquivado em 16 de setembro de 2021, no Wayback Machine. |
|        | Igreja Matriz de Nossa Senhora da Ajuda                                               | Jaguaripe              | Livro de Belas Artes Livro Histórico | Arquivo Noronha Santos Arquivado em 21 de agosto de 2021, no Wayback Machine. - Arquivo Noronha Santos Arquivado em 21 de agosto de 2021, no Wayback Machine. |
|        | Igreja Matriz de Nossa Senhora da Conceição da Praia                                  | Salvador               | Livro de Belas Artes | Arquivo Noronha Santos Arquivado em 21 de agosto de 2021, no Wayback Machine. |
|        | Igreja Matriz de Nossa Senhora de Nazaré                                              | Nazaré                 | Livro de Belas Artes | Arquivo Noronha Santos Arquivado em 16 de setembro de 2021, no Wayback Machine. |
|        | Igreja Matriz de Nossa Senhora de Oliveira dos Campinhos                              | Santo Amaro            | Livro Histórico Livro de Belas Artes | Arquivo Noronha Santos Arquivado em 17 de outubro de 2021, no Wayback Machine. - Arquivo Noronha Santos Arquivado em 21 de agosto de 2021, no Wayback Machine. |
|        | Igreja do Pilar                                                                       | Salvador               | Livro de Belas Artes | Arquivo Noronha Santos Arquivado em 21 de agosto de 2021, no Wayback Machine. |
|        | Igreja Matriz de Santana                                                              | Salvador               | Livro Histórico Livro de Belas Artes | Arquivo Noronha Santos Arquivado em 21 de agosto de 2021, no Wayback Machine. - Arquivo Noronha Santos Arquivado em 21 de agosto de 2021, no Wayback Machine. |
|        | Igreja Matriz de Santiago                                                             | Cachoeira              | Livro de Belas Artes | Arquivo Noronha Santos Arquivado em 7 de março de 2022, no Wayback Machine. |
|        | Igreja Matriz de Santo Amaro                                                          | Lauro de Freitas       | Livro Histórico Livro de Belas Artes | Arquivo Noronha Santos Arquivado em 21 de agosto de 2021, no Wayback Machine. - Arquivo Noronha Santos Arquivado em 21 de agosto de 2021, no Wayback Machine. |
|        | Igreja Matriz de São Bartolomeu                                                       | Maragogipe             | Livro Histórico Livro de Belas Artes | Arquivo Noronha Santos Arquivado em 21 de agosto de 2021, no Wayback Machine. - Arquivo Noronha Santos Arquivado em 21 de agosto de 2021, no Wayback Machine. |
|        | Igreja Matriz do Santíssimo Sacramento                                                | Rio de Contas          | Livro Histórico | Arquivo Noronha Santos Arquivado em 21 de agosto de 2021, no Wayback Machine. |
|        | Igreja Matriz de Nossa Senhora do Rosário                                             | Cachoeira              | Livro Histórico Livro de Belas Artes | Arquivo Noronha Santos Arquivado em 21 de agosto de 2021, no Wayback Machine. - Arquivo Noronha Santos Arquivado em 21 de agosto de 2021, no Wayback Machine. |
|        | Igreja do Senhor do Bonfim                                                            | Salvador               | Livro de Belas Artes | Arquivo Noronha Santos Arquivado em 27 de setembro de 2016, no Wayback Machine. |
|        | Terreiro do Axé Opô Afonjá                                                            | Salvador               | Livro Arqueológico, Etnográfico e Paisagístico Livro Histórico | Arquivo Noronha Santos Arquivado em 21 de agosto de 2021, no Wayback Machine. - Arquivo Noronha Santos Arquivado em 21 de agosto de 2021, no Wayback Machine. |
|        | Inscrições tumulares da Igreja da Vitória                                             | Salvador               | Livro de Belas Artes | Arquivo Noronha Santos Arquivado em 21 de agosto de 2021, no Wayback Machine. |
|        | Jarras de louça, 02 / Fábrica de Santo Antônio do Porto                               | Cachoeira              | Livro das Artes Aplicadas | Arquivo Noronha Santos Arquivado em 21 de agosto de 2021, no Wayback Machine. |
|        | Jarras de louça, 03 / Fábrica de Santo Antônio do Porto                               | Cachoeira              | Livro das Artes Aplicadas | Arquivo Noronha Santos Arquivado em 21 de agosto de 2021, no Wayback Machine. |
|        | Lavabo do Convento de Santo Antônio de Paraguaçu                                      | Cachoeira              | Livro de Belas Artes | Arquivo Noronha Santos Arquivado em 21 de agosto de 2021, no Wayback Machine. |
|        | Matriz de Nossa Senhora da Purificação                                                | Santo Amaro            | Livro Histórico Livro de Belas Artes | Arquivo Noronha Santos Arquivado em 21 de agosto de 2021, no Wayback Machine. - Arquivo Noronha Santos Arquivado em 21 de agosto de 2021, no Wayback Machine. |
|        | Mausoléu da família do Barão de Cajaíba e Imagem da Fé                                | Salvador               | Livro de Belas Artes | Arquivo Noronha Santos Arquivado em 23 de julho de 2021, no Wayback Machine. |
|        | Morro do Pai Inácio: conjunto paisagístico e rio Mucugezinho                          | Palmeiras              | Livro Arqueológico, Etnográfico e Paisagístico | Arquivo Noronha Santos Arquivado em 21 de agosto de 2021, no Wayback Machine. |
|        | Mosteiro e Igreja de São Bento                                                        | Salvador               | Livro de Belas Artes | Arquivo Noronha Santos Arquivado em 21 de agosto de 2021, no Wayback Machine. |
|        | Paço Municipal                                                                        | Cachoeira              | Livro Histórico | Arquivo Noronha Santos Arquivado em 21 de agosto de 2021, no Wayback Machine. |
|        | Paço Municipal                                                                        | Jaguaripe              | Livro Histórico Livro de Belas Artes | Arquivo Noronha Santos Arquivado em 21 de agosto de 2021, no Wayback Machine. - Arquivo Noronha Santos Arquivado em 21 de agosto de 2021, no Wayback Machine. |
|        | Paço Municipal                                                                        | Maragogipe             | Livro Histórico Livro de Belas Artes | Arquivo Noronha Santos Arquivado em 21 de agosto de 2021, no Wayback Machine. - Arquivo Noronha Santos Arquivado em 21 de agosto de 2021, no Wayback Machine. |
|        | Paço Municipal                                                                        | Santo Amaro            | Livro Histórico | Arquivo Noronha Santos Arquivado em 13 de julho de 2021, no Wayback Machine. |
|        | Casa à Avenida Joana Angélica, 149                                                    | Salvador               | Livro de Belas Artes | Arquivo Noronha Santos Arquivado em 21 de agosto de 2021, no Wayback Machine. |
|        | Palácio Arquiepiscopal                                                                | Salvador               | Livro de Belas Artes | Arquivo Noronha Santos Arquivado em 21 de agosto de 2021, no Wayback Machine. |
|        | Palácio da Associação Comercial da Bahia                                              | Salvador               | Livro de Belas Artes | Arquivo Noronha Santos Arquivado em 21 de agosto de 2021, no Wayback Machine. |
|        | Palácio do Saldanha                                                                   | Salvador               | Livro de Belas Artes | Arquivo Noronha Santos Arquivado em 21 de agosto de 2021, no Wayback Machine. |
|        | Parque e Fonte do Queimado                                                            | Salvador               | Livro Histórico | Arquivo Noronha Santos Arquivado em 21 de agosto de 2021, no Wayback Machine. |
|        | Portada de Solar                                                                      | Salvador               | Livro Histórico | Arquivo Noronha Santos Arquivado em 21 de agosto de 2021, no Wayback Machine. |
|        | Prédio à Avenida Sete de Setembro, 401                                                | Salvador               | Livro de Belas Artes | Arquivo Noronha Santos Arquivado em 21 de agosto de 2021, no Wayback Machine. |
|        | Prédio à Praça Cairu                                                                  | Salvador               | Livro Histórico | Arquivo Noronha Santos Arquivado em 21 de agosto de 2021, no Wayback Machine. |
|        | Casa na rua da Matriz, n.º 9                                                          | Santo Amaro            | Livro Histórico | Arquivo Noronha Santos Arquivado em 21 de agosto de 2021, no Wayback Machine. |
|        | Prédio à Rua J. Castro Rabelo, 5                                                      | Salvador               | Livro Histórico | Arquivo Noronha Santos Arquivado em 10 de agosto de 2021, no Wayback Machine. |
|        | Quinta do Tanque                                                                      | Salvador               | Livro Histórico Livro de Belas Artes | Arquivo Noronha Santos Arquivado em 21 de agosto de 2021, no Wayback Machine. - Arquivo Noronha Santos Arquivado em 21 de agosto de 2021, no Wayback Machine. |
|        | Santa Casa de Misericórdia da Bahia e Igreja                                          | Salvador               | Livro de Belas Artes | Arquivo Noronha Santos Arquivado em 21 de agosto de 2021, no Wayback Machine. |
|        | Santa Casa de Misericórdia: prédio central                                            | Santo Amaro            | Livro Histórico | Arquivo Noronha Santos Arquivado em 21 de agosto de 2021, no Wayback Machine. |
|        | Seminário de São Dâmaso                                                               | Salvador               | Livro de Belas Artes | Arquivo Noronha Santos Arquivado em 21 de agosto de 2021, no Wayback Machine. |
|        | Sobrada à Rua Saldanha da Gama, 25                                                    | Salvador               | Livro de Belas Artes | Arquivo Noronha Santos Arquivado em 21 de agosto de 2021, no Wayback Machine. |
|        | Sobrado à Praça Anchieta, 18                                                          | Salvador               | Livro Histórico | Arquivo Noronha Santos Arquivado em 21 de agosto de 2021, no Wayback Machine. |
|        | Sobrado à Praça Anchieta, 20                                                          | Salvador               | Livro Histórico | Arquivo Noronha Santos Arquivado em 21 de agosto de 2021, no Wayback Machine. |
|        | Sobrado à Praça da Aclamação, 4                                                       | Cachoeira              | Livro Histórico | Arquivo Noronha Santos Arquivado em 21 de agosto de 2021, no Wayback Machine. |
|        | Sobrado à Praça Quinze de Novembro, 17                                                | Salvador               | Livro Histórico | Arquivo Noronha Santos Arquivado em 31 de julho de 2021, no Wayback Machine. |
|        | Sobrado à Rua Ana Nery, 1                                                             | Cachoeira              | Livro de Belas Artes | Arquivo Noronha Santos Arquivado em 10 de setembro de 2017, no Wayback Machine. |
|        | Sobrado à Rua Ana Nery, 25                                                            | Cachoeira              | Livro de Belas Artes | Arquivo Noronha Santos Arquivado em 21 de agosto de 2021, no Wayback Machine. |
|        | Sobrado à Rua Ana Nery, 2                                                             | Cachoeira              | Livro Histórico Livro de Belas Artes | Arquivo Noronha Santos Arquivado em 21 de agosto de 2021, no Wayback Machine. - Arquivo Noronha Santos Arquivado em 5 de março de 2016, no Wayback Machine. |
|        | Sobrado à Rua Conselheiro Junqueira, 55                                               | Salvador               | Livro de Belas Artes | Arquivo Noronha Santos Arquivado em 21 de agosto de 2021, no Wayback Machine. |
|        | Sobrado à Rua Inácio Acioly, 6                                                        | Salvador               | Livro Histórico | Arquivo Noronha Santos Arquivado em 21 de agosto de 2021, no Wayback Machine. |
|        | Sobrado à rua Treze de Maio, 13                                                       | Cachoeira              | Livro de Belas Artes | Arquivo Noronha Santos Arquivado em 21 de agosto de 2021, no Wayback Machine. |
|        | Sobrado à Travessa da Capela, 2                                                       | Nazaré                 | Livro Histórico | Arquivo Noronha Santos Arquivado em 16 de setembro de 2021, no Wayback Machine. |
|        | Sobrado azulejado à Praça Cairu                                                       | Salvador               | Livro Histórico | Arquivo Noronha Santos Arquivado em 21 de agosto de 2021, no Wayback Machine. |
|        | Engenho Embiara: sobrado                                                              | Cachoeira              | Livro de Belas Artes | Arquivo Noronha Santos Arquivado em 21 de agosto de 2021, no Wayback Machine. |
|        | Solar Amado Bahia                                                                     | Salvador               | Livro Histórico Livro de Belas Artes | Arquivo Noronha Santos Arquivado em 21 de agosto de 2021, no Wayback Machine. - Arquivo Noronha Santos Arquivado em 21 de agosto de 2021, no Wayback Machine. |
|        | Solar do Barão do Rio Real                                                            | Salvador               | Livro de Belas Artes | Arquivo Noronha Santos Arquivado em 21 de agosto de 2021, no Wayback Machine. |
|        | Solar do Berquó                                                                       | Salvador               | Livro de Belas Artes | Arquivo Noronha Santos[ligação inativa] |
|        | Solar do Conde de Subaé                                                               | Santo Amaro            | Livro Histórico Livro de Belas Artes | Arquivo Noronha Santos Arquivado em 21 de agosto de 2021, no Wayback Machine. - Arquivo Noronha Santos Arquivado em 21 de agosto de 2021, no Wayback Machine. |
|        | Solar do Conde dos Arcos                                                              | Salvador               | Livro de Belas Artes | Arquivo Noronha Santos Arquivado em 21 de agosto de 2021, no Wayback Machine. |
|        | Solar do Gravatá                                                                      | Salvador               | Livro de Belas Artes | Arquivo Noronha Santos Arquivado em 21 de agosto de 2021, no Wayback Machine. |
|        | Solar do Unhão e Capela Nossa Senhora da Conceição                                    | Salvador               | Livro Histórico Livro de Belas Artes | Arquivo Noronha Santos Arquivado em 1 de abril de 2022, no Wayback Machine. - Arquivo Noronha Santos Arquivado em 21 de agosto de 2021, no Wayback Machine. |
|        | Solar Ferrão                                                                          | Salvador               | Livro de Belas Artes | Arquivo Noronha Santos Arquivado em 21 de agosto de 2021, no Wayback Machine. |
|        | Terreiro da Casa Branca                                                               | Salvador               | Livro Histórico Livro Arqueológico, Etnográfico e Paisagístico | Arquivo Noronha Santos Arquivado em 21 de agosto de 2021, no Wayback Machine. - Arquivo Noronha Santos Arquivado em 21 de agosto de 2021, no Wayback Machine. |